# My 60 Memorable Games
My 60 Memorable Games (traduït de l'anglès Les meves 60 partides memorables), és un llibre d'escacs escrit per Bobby Fischer, publicat per primer cop el 1969. És una col·lecció de partides seves disputades entre l'obert de Nova Jersey de 1957 i l'Interzonal de Sousse de 1967. A diferència de les antologies d'altres jugadors, que són sovint titulades Les meves millors partides i inclouen només victòries, My 60 Memorable Games inclou nou taules i tres derrotes. S'ha descrit com un «clàssic d'anàlisi objectiva i laboriosa» i és considerat com una de les grans peces de la literatura d'escacs. i un dels deu millors llibres d'escacs de tots els temps.
El llibre es publicà originalment en notació descriptiva. Una versió de 1995 en notació algebraica provocà certa controvèrsia al món d'escacs a causa dels molts altres canvis fets al text, que van fer que el mateix Fischer denunciés l'edició. El 2008 es va reeditar el llibre amb el text original de Fischer, amb els únics canvis consistents en l'actualització a notació algebraica i la correcció d'errors tipogràfics, equivocacions de notació, i les errònies darreres jugades de la partida 17 (contra Mikhaïl Tal).

## Procés de redacció i publicació
El llibre havia estat planejat durant cert temps, per ser publicat per Simon & Schuster. El seu primer títol havia de ser Bobby Fischer's Best Games of Chess (Les millors partides d'escacs de Bobby Fischer). Fischer va anunciavar que apareixeria "després del meu matx contra Botvínnik" (llavors Campió mundial), un esdeveniment primer pronosticat pel 1962 posteriorment pel maig de 1960, però que finalment mai no s'esdevingué. Fischer llavors hi afegí més partides, i el retitulà My Memorable Games - 52 Tournament Games (Les meves partides memorables - 52 partides de torneig).) En aquell moment la recopilació de partides acabava a la Copa Pitiagorsky de 1966. Tanmateix llavors Fischer va tenir un brusc canvi d'opinió i va decidir de no publicar el llibre, i demanà ser alliberat del seu contracte. Se suggeria que no volia revelar tots els seus secrets, ja que el llibre contenia llargues anotacions i anàlisi de variants de les seves partides. El 1968 canvià d'opinió i decidí de continuar amb publicació. El seu amic i col·lega GM Larry Evans, qui l'ajudava en les qüestions editorials i també escrivia introduccions a totes les partides, ha dit que això fou perquè Fischer sentia filosòficament que "el món s'estava acabant" i que podria també guanyar alguns diners. Fischer pensava que el Rapte estava a punt d'arribar. Fischer continuà revisant el manuscrit i hi afegí vuit partides més, canviant el títol a My Memorable Games – 60 Tournament Struggles (Les meves partides memorables - 60 lluites de torneig), abans d'establir el nom final.

## Partides
La col·lecció comença el 1957, ometent la famosa "Partida del segle" contra Donald Byrne, de 1956 (aquesta partida s'havia inclòs en un treball petit i poc comentat anomenat Bobby Fischer's Games of Chess, (partides d'escacs de Bobby Fischer), publicat el 1959). Les tres derrotes són contra Tal al Torneig de Candidats de 1959, Spasski a Mar del Plata 1960, i Hèl·ler a Skopje 1967. Entre les taules hi ha el seu únic enfrontament amb el Campió del Món Mikhaïl Botvínnik, a l'Olimpíada de Varna de 1962. Aquesta partida és la que conté la més llarga anàlisi del llibre, amb Fischer concloent que va deixar escapar la victòria en el final. Botvinnik posteriorment va discrepar d'això, amb una refutació feta per un dels seus alumnes, Garri Kaspàrov, de només 13 anys. Aquest és un dels pocs exemples d'anàlisi de Fischer que es qüestiona. Entre les victòries hi ha la seva primera contra un Gran Mestre soviètic, Paul Keres a Zúric 1959, i la seva victòria en 21 moviments i amb negres contra Robert Byrne al Campionat dels Estats Units de 1963/64. Hi ha set partides del seu primer torneig de Candidats el 1959, però només dos del seu segon a Curaçao 1962. Totes les partides es jugaren sota condicions de torneig amb l'excepció d'una d'amistosa a casa de Reuben Fine el 1963 i d'una victòria de la gira de partides simultànies de Fischer el 1964 pels EUA.
Fischer fa diverses observacions sobre els costums del seu adversari i la reacció als seus moviments. A la primera partida hi escriu que "Sherwin va desplaçar la torre amb el seu dit petit, com per emfatitzar la sagacitat d'aquesta moviment misteriós". En una altra partida recorda que "Petrossian i Tal passejaven tots dos prop del tauler en aquest punt. Petrossian va fer una ganyota mentre mirava cap a mi com dient 'Poden les negres fer això i sobreviure'? "
També dona les seves opinions sobre obertures, esmentant que "mai no començava amb una obertura de peó de dama - per principis" i que moure el peó de rei era "best by test" (el millor per experiència).

## Acollida
My 60 Memorable Games fou rebut amb entusiasme per la comunitat escaquística, i va ser un èxit immediat. Una crítica a British Chess Magazine el desembre de 1969 titllava l'obra de "un gran llibre sens dubte, i podria anar directament a la prestatgeria al costat d'Alekhine i Tarrasch sense cap por a les comparacions." En ser reeditat el 1995 la mateixa revista suggeria que podria ser el millor llibre d'escacs mai escrit. Fischer fou lloat per a la seva honradesa, i la profunditat i precisió dels seus comentaris. Ha tingut una gran influència en els millors jugadors d'avui en dia. Peter Biyiasas esdevingué Mestre Internacional estudiant només dos llibres: Finals de torrede Löwenfisch i Smislov, i My 60 Memorable Games. Fou també el primer llibre d'escacs del Gran Mestre Bu Xiangzhi, qui en digué, "les partides eren fantàstiques."

## Versió russa desautoritzada
L'edició russa del llibre aparegué el 1972, sense el permís de Fischer i sense consideració per drets de copyright. Això era una pràctica soviètica estàndard a l'època. El traductor tenia problemes amb alguns dels col·loquialismes americans de Fischer i també ometé unes quantes declaracions que semblaven ser antisoviètiques. L'edició incloïa un article suplementari que avaluava l'estil de joc que practicava Fischer, escrit pel Gran Mestre Ígor Zàitsev. En una de les conferències de premsa per al seu matx de 1992 contra Borís Spasski, Fischer digué que s'havien publicat a l'URSS 50.000 còpies del seu llibre, i que "no n'havia rebut ni un penic". Contestà a l'especulació sobre un possible matx amb el llavors Campió del món Garri Kaspàrov dient que res no podria tenir lloc fins que les autoritats russes li haguessin pagat tots els drets d'autor que sentia que se li devien. Aquesta edició fou un dels primers llibres d'escacs que va tenir Kaspàrov.

## Controvèrsia Batsford
L'editorial britànica Batsford llançà una nova edició de My 60 Memorable Games el 1995. L'escriptor d'escacs i Gran Mestre John Nunn convertiren la notació d'escacs descriptiva original en notació algebraica moderna fent servir un programa informàtic. En una conferència de premsa a Buenos Aires el juny de 1996, Fischer denuncià la nova edició, tot acusant Batsford de "canviar-ho tot al meu llibre, la notació, el format, les pàgines, l'anàlisi... i sense pagar drets d'autor." Batsford respongué que havien adquirit els drets del llibre legalment a Faber and Faber, i havien assenyalat que havien corregit moltes de les ambigüitats en la notació descriptiva dels moviments. Tanmateix, resultà que havien afegit anàlisis defectuoses a una partida, creient incorrectament que Fischer havia passat per alt un mat en quatre moviments.
L'historiador d'escacs Edward Winter descobrí que també hi havia hagut al voltant de 570 canvis textuals. Winter escrigué a CHESS magazine que "... s'havien omès notes senceres de Fischer, paraules individuals s'havien suprimit, unes altres paraules havien estat afegides, i "la formulació de Fischer s'havia canviat simplement sense justificació". El Gran Mestre Hans Ree manifestà que "als Països Baixos tals canvis constitueixen un delicte penal que podria teòricament conduir a una sentència de presó. ... Fischer havia tingut bastanta raó en la seva ràbia.". Aquesta edició està ara exhaurida, i el 2008, Batsford reedità el llibre que utilitzava les paraules originals de Fischer. Batsford afirmava que l'únic canvi fet era la conversió a notació algebraica, encara que una revisió de l'edició de 2008 també havia corregit uns quants errors tipogràfics i equivocacions de notació.

## ElhoaxdeMy 61 Memorable Games
El desembre de 2007 còpies d'una edició actualitzada aparentment piratejada titulada My 61 Memorable Games va aparèixer en venda a eBay. Contenia un prefaci nou suposadament escrit per Fischer, però degut a confuses implicacions eBay aviat intervingué per finalitzar la subhasta. Larry Evans originalment pensava que era possible que fos una versió piratejada d'un manuscrit genuí de Fischer, però l'abril de 2008 va concloure que era un engany.

## Edicions
- L'edició en tapa dura original pels Estats Units es va publicar el gener de 1969 per Simon & Schuster, 384 pàgines. Es publicaren unes quantes reimpressions del llibre en rústica, actualment exhaurides.
- Una edició britànica del llibre en rústica es publicà el 4 d'abril de 1972 per Faber and Faber, ISBN 0-571-09987-4. Actualment exhaurit.
- La versió russa desautoritzada de 1972 (vegeu-ho més amunt).
- L'edició algebraica de Batsford àmpliament criticada (vegeu-ho més amunt), 240 pàgines, ISBN 0-7134-7812-8, ISBN 978-0-7134-7812-9. Es llançà com a part de la seva sèrie Algebraic Classics el 5 de febrer de 1995 i està actualment exhaurida.
- Una edició reeditada fou publicada per Batsford el 2008 en rústica, 384 pàgines, ISBN 978-1-906388-30-0. El text d'aquesta edició és el mateix que el de l'edició original amb l'excepció de la conversió a notació algebraica i la correcció d'uns quants errors tipogràfics i equivocacions de notació. La disposició és molt similar a l'original.[9][17] Els drets sobr el text són de Fischer, datat el 1969, 1972, 1995, i 2008. Hom pot veure aquesta edició del llibre a la pel·lícula de 2011 Millennium: Els homes que no estimaven les dones